# معركة بلوتشنيك
وقعت معركة بلوتشنيك عام 1386 / 788 هـ أو وفقا لمصادر أخرى، في عام 1387/ 789 هـ ، في قرية بلوتشنيك، بالقرب من بروكوبلي الواقعة في جنوب شرق صربيا الحالية، بين القوات الصربية من الأمير لازار هريبليانوفيتش والجيش العثماني بقيادة شاهين باشا التابع للسلطان مراد الأول. كانت هذه أول هزيمة عثمانية جسيمة، وأبطأت التقدم العثماني مدة عامين حتى معركة كوسوفو 1389م.

## خلفية المعركة
كانت معركة بلوتشنيك الاشتباك الثاني بين العثمانيين والقوات الصربية بقيادة لازار، وكان الاشتباك الأول هو معركة دوبروڤينكا 1381م، وهذه المعركة تسبق المعركة بنهاية المطاف معركة كوسوفو في 1389. وبعد معركة دوبروڤينكا السلطان مراد الأول قاد حملة ضد إمارة القرمان وهزم جيشها قرب قونية. الجنود الصرب (من بعض الأمراء الصربية التابعة والخاضعة للعثمانيين) رافقت الجيش العثماني. من ناحية أخرى بعض الجنود (بما في ذلك بعض الجنود الصرب) تم أعدامهم بسبب نهب الممتلكات المدنية من خلال عصيان أمر السلطان. إعدام هؤلاء الجنود الصرب، أثار كراهية الصرب. بدأ العديد من الأمراء الصربيين لدعم لازار هربجانوفيك ضد العثمانيين. في ذلك الوقت، أمير واحد في شقودرة
كتب رسالة إلى السلطان. في الرسالة كتب هذا الأمير أنه إذا أرسل العثمانيون بعض القوات إلى البوسنة وألبانيا لحمايته، فانه بالمقابل سوف يعترف بسيادة العثمانيين ومساعدتهم. أمر السلطان مراد الأول قائد الآقنجية «قولا شاهين بك» (بالتركية: Kula Şahin Paşa) بإعداد قواته، ولكن وفقا للمؤرخ العثماني كمال نامق (بالتركية: Namık Kemal)، لم يكن هذا القائد لالا شاهين باشا كما يُعتقد في العادة.

## المعركة
ظهر الجيش الصربي منتصرا، على الرغم من أن تفاصيل المعركة الفعلية غامضة. دخل شاهين بك صربيا مع 20.000 فارس آقنجي في ذلك الوقت علم أن الأمراء الصربية قد أعدوا جيشا لمهاجمة قواته. وقال انه تقدم إلى بلوتشنيك، بالقرب بروكوبلي لكنه لم يستطع كشف موقف ذاك الجيش. وأعرب عن اعتقاده أنه لا يوجد جيش أصلا . في ذلك الوقت كثير من فرسان الآقنجية (حوالي 18.000) فقدوا أعصابهم وبدأوا بنهب ممتلكات المدنيين في القرى المحيطة في عصيان واضح للأوامر. شاهين بك بقي بمفرده مع 2000 جندي فقط. ومن ناحية أخرى كان يتم ملاحظة ومتابعة ساحة المعركة من قبل قوات التدخل السريع الصربية. فجأة جيشا متحالف تعداده حوالي 30.000 من الجنود ، وكثير منهم كانوا من الفرسان. استخدم الجيش الصربي فرسان ثقيلة مع احصنة الرماة لهجوم العثمانيين علي الجانبين .هاجم الجيش الصربي مركز الجيش العثماني (2000 جندي) في أو هجمة ، على الرغم من أن الجيش العثماني كان غير مستعدين وذاق الصدمة التي تلقاها من فرسان الصرب الثقيلة، فقد فاوم مركز الجيش العثماني لبعض الوقت ولكن في وقت لاحق بدأت في الانسحاب مع شاهين بك  الذي نجا بالكاد بحياته. ثم تحول الجيش الصربي إلى ال 18.000 من الآقنجي التي كانت مشغولة بالنهب. وغير مهيأة، وسيئة الانضباط، الآقنجيين فوجئوا ولم يستطيعوا أن يفعلوا أي شيء بدون قائد لهم. فقط 5.000 منهم عادوا إلى ديارهم على قيد الحياة. وكان أكثر من 60٪ من الجيش العثماني قد دمر. أصبح ميلوش أوبيليتش لاحقا بطلا في الفولكلور الصربي بسبب دوره في معركة كوسوفو، وأصيب من قبل العثمانيين بسهم في المعركة.

## ما بعد المعركة
أعطى هذا الانتصار مكانة للصرب وحكامهم. وكانت هذه المعركة التي جعلت السلطان مراد الأول ينظر في إمكانية التخلي عن حملته ضد البلقان. ومع ذلك قرر أن يرسل أكثر انطلاقة قوية تهدف إلى قلب على ما يبدو الإمبراطورية الصربية -كوسوفو. فوز الصرب أبطأ بشكل مؤقت الغزو العثماني لمنطقة البلقان، ويمهد الطريق لمعركة كوسوفو بين الجيشين في عام 1389م.